# Roberto Montorsi
Roberto Montorsi (Castellucchio, 22 agosto 1951) è un ex calciatore italiano, di ruolo centravanti.

## Carriera

Montorsi (in primo piano) in allenamento con la Juventus nella stagione 1970-1971

Dopo aver dati i primi calci al pallone nella Juvenilia e nella Fulgor, formazioni minori della sua zona d'origine, approdò alle giovanili del Mantova dove compì tutta la trafila sino a esordire in Serie B, il 28 dicembre 1969, agli ordini del suo mentore Gustavo Giagnoni, trovando subito il gol dell'1-0 che decise la sfida interna contro il Foggia.
Lasciò i virgiliani nel 1970, da promettente diciannovenne, per accasarsi alla Juventus dove andò a ricoprire, nelle gerarchie della squadra, il ruolo di riserva di Helmut Haller.
Rimarrà tuttavia una meteora della storia bianconera, patendo eccessivamente la lontananza dal suo maestro Giagnoni e ritrovandosi spaesato dall'impatto con una diversa e più grande realtà: giocò un'unica partita di campionato l'11 aprile 1971, un pareggio 1-1 contro il Lanerossi Vicenza, disputando nell'unica stagione trascorsa a Torino anche una sfida in Coppa Italia contro il Novara terminata sul 2-2, il 6 novembre 1970, e due match internazionali di Coppa delle Fiere, senza mai trovare la rete.
Dopo un solo anno in Piemonte tornò quindi a Mantova ma, senza più Giagnoni nel frattempo migrato al Torino, non riuscì a ripetere quanto di buono fatto in passato con i biancobandati finendo per collezionare sei sole presenze in campo.
Nella prima parte degli anni 1970 seguirono quindi le esperienze al Monza, al Sorrento (l'unica destinazione dove riuscì a giocare con continuità) e al Padova, tutte conclusesi negativamente. A metà del decennio diede quindi il prematuro addio al calcio giocato, appena ventiquattrenne.

## Statistiche

### Presenze e reti nei club
| Stagione        | Squadra         | Campionato      | Campionato | Campionato | Coppe nazionali | Coppe nazionali | Coppe nazionali | Coppe continentali | Coppe continentali | Coppe continentali | Altre coppe | Altre coppe | Altre coppe | Totale | Totale |
| Stagione        | Squadra         | Comp            | Pres       | Reti       | Comp            | Pres            | Reti            | Comp               | Pres               | Reti               | Comp        | Pres        | Reti        | Pres   | Reti   |
| --------------- | --------------- | --------------- | ---------- | ---------- | --------------- | --------------- | --------------- | ------------------ | ------------------ | ------------------ | ----------- | ----------- | ----------- | ------ | ------ |
| 1968-1969       | Mantova         | B               | ?          | ?          | CI              | ?               | ?               |                    |                    |                    | -           | -           | -           | ?      | ?      |
| 1969-1970       | Mantova         | B               | ?          | ?          | CI              | ?               | ?               |                    | 0                  | 0                  | -           | -           | -           | ?      | ?      |
| 1970-1971       | Juventus        | A               | 1          | 0          | CI              | 1               | 0               | CdF                | 2                  | 0                  | -           | -           | -           | 4      | 0      |
| 1971-1972       | Mantova         | A               | 6          | 0          | -               | ?               | ?               |                    |                    |                    | -           | -           | -           | 6      | 0      |
| Totale Mantova  | Totale Mantova  | Totale Mantova  | 6          | 0          |                 | ?               | ?               |                    |                    |                    |             |             |             | 23     | 2      |
| 1972-1973       | Monza           | B               | ?          | ?          | CI              | ?               | ?               |                    |                    |                    | -           | -           | -           | ?      | ?      |
| 1973-1974       | Sorrento        | C               | 33         | 7          | CI-C            | 4               | 1               |                    | 0                  | 0                  | -           | -           | -           | 37     | 8      |
| 1974-1975       | Padova          | C               | 0          | 0          | CI-C            |                 |                 |                    |                    |                    | -           | -           | -           | 0      | 0      |
| Totale carriera | Totale carriera | Totale carriera | 40         | 7          |                 | 5               | 1               |                    | 2                  | 0                  |             |             |             | 64     | 10     |